# Ouăle lui Tarzan
Ouăle lui Tarzan è un documentario del 2017 diretto da Alexandru Solomon.